# Tosashimizu
Tosashimizu (japanisch 土佐清水市 -shi) ist eine Stadt in der Präfektur Kōchi in Japan.

## Geographie
Tosashimizu liegt südwestlich von Kōchi an der Tosa-Bucht des Pazifischen Ozeans.
Angrenzende Städte und Gemeinden sind:
- Shimanto
- Sukumo
- Ōtsuki
- Mihara

## Geschichte
Tosashimizu wurde am 1. August 1954 gegründet.
Der Übersetzer und Regierungsberater Nakahama Manjirō wurde im Ortsteil Nakahama geboren.

## Verkehr
- Straße:
  - Nationalstraße 321

## Sehenswürdigkeiten

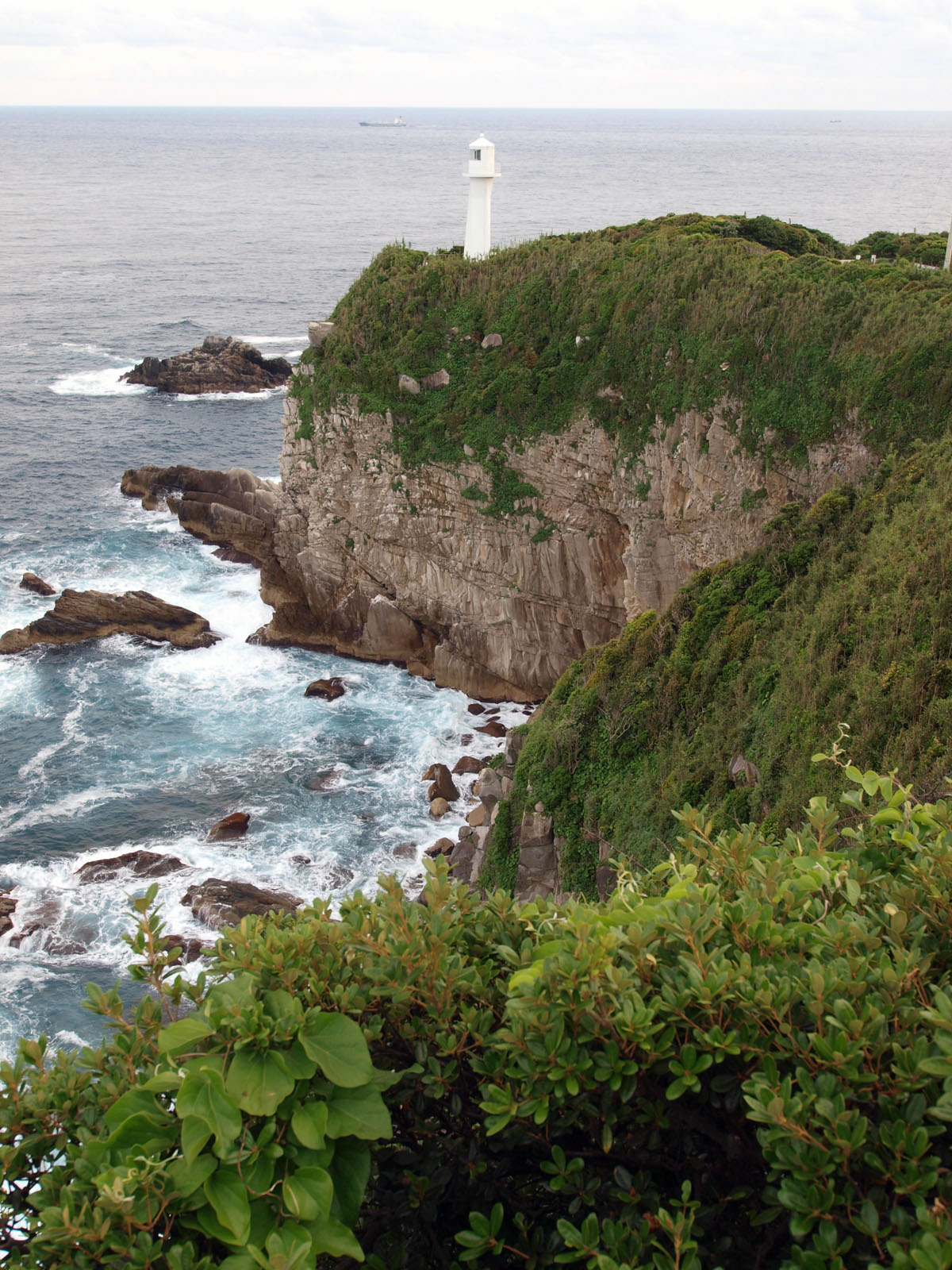
Kap Ashizuri

- Kap Ashizuri (足摺岬)

## Städtepartnerschaften
- New Bedford (Massachusetts) (seit 1987)
- Fairhaven (Massachusetts) (seit 1987)

## Weblinks

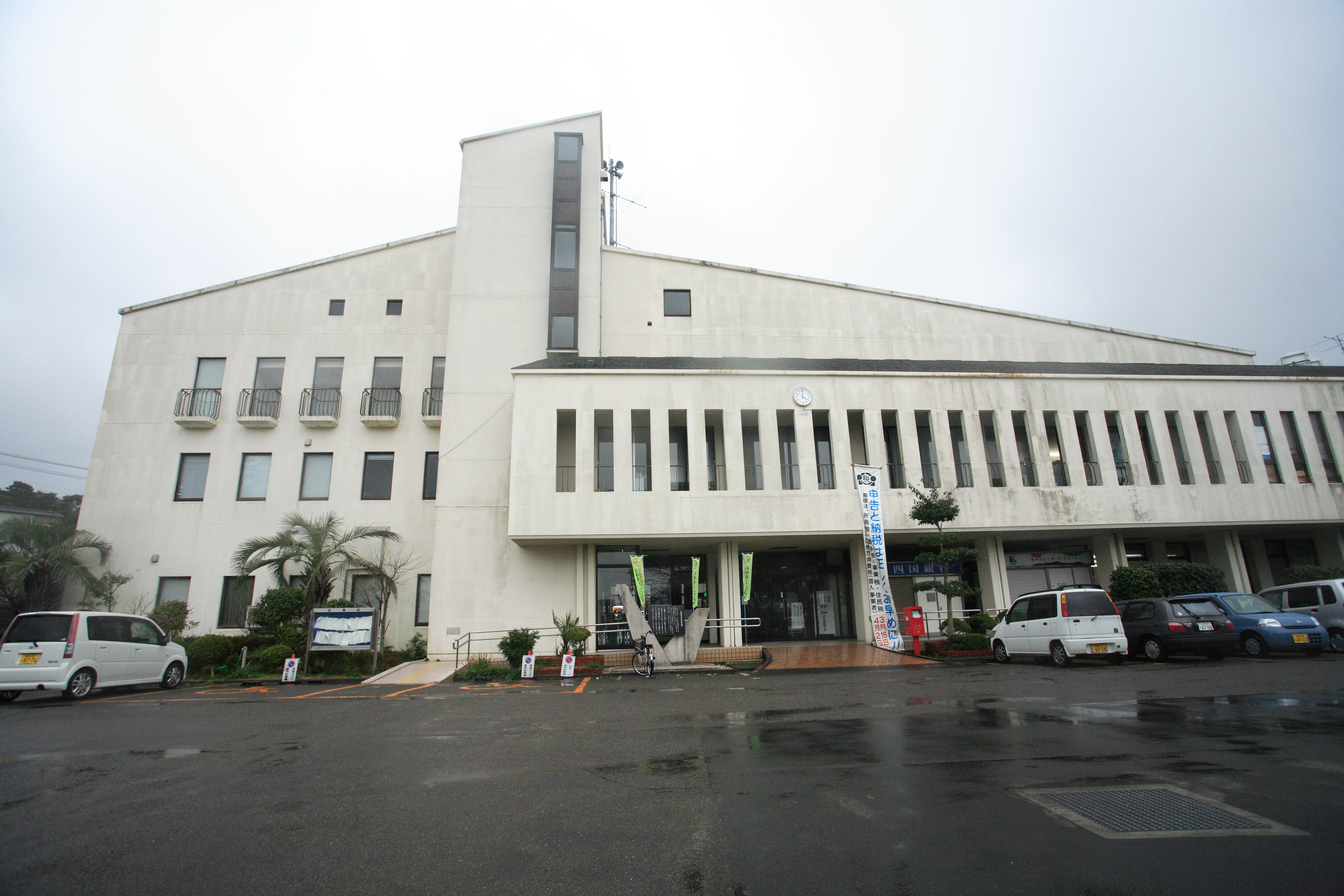
Rathaus von Tosashimizu